# ルール5
『ルール5』（原題: Hangman's Curse）は2003年にアメリカ合衆国で上映された学園ホラー映画。日本では未公開。邦題は「ルール5」となっているが、『ルール』シリーズとは無関係の作品である。

## ストーリー
ロジャース高校ではアメフト部のメンバーが突然「エイベル・フライ」と喚き出し、意識不明に陥ってしまうという不可解な事件が立て続けに発生していた。倒れる寸前に部員が口にした言葉「エイベル・フライ」。エイベルはその昔、ひどいいじめを苦に自殺した生徒の名前であり、アメフト部員に起こった現象はエイベルの呪いだと噂されるようになる。事態を重く見た学校側は、捜査のプロとして名高い政府直属のエージェントヴェリスタチームに事件解決の応援を求める。学校の関係者になりすましつつ事件の捜査に乗り出したスプリングフィールド一家は、イアンスナイダーと呼ばれる生徒が「死の儀式」を行っていることを知る。重要な捜査対象としてイアンをマークする彼らだったが、後に一連の事件に隠された驚愕の事実に直面する。

## 登場人物

### ヴェリスタチーム
エリーシャ・スプリングフィールド
演：レイトン・ミースター
イライジャの双子の妹。好奇心旺盛で可愛い女子高生。家族と共に捜査に関わる。明るく活発で、蛇などの生物にも恐れずに触ることができる。家族と一緒に捜査をするのは好きだが普通の女子高生のような生活も送りたいと思っている。もともとの気質からか、今回の役は当たり役らしく、可憐で可愛らしい容姿と親しみやすさからすぐにクラスの人気者となる。双子の兄であるイライジャには生意気な口をきいたりすることもあるが、基本的には協力して捜査に当たるなど良好な関係。仕事の関係上、キャンピングカーで生活している。頭の回転は速く、偏屈な教師と対等に議論することができる。
イライジャ・スプリングフィールド
演：ダグラス・スミス
エリーシャの双子の兄。秀才のガリ勉男子学生に扮して捜査に関わる。柔道黒帯、テコンドーチャンピオン、さらにはFBIの特殊訓練を優秀な成績でクリアするなど、非常に高い身体能力の持ち主。そのため、見た目でつっかかってくるアメフト部員を難なくあしらっている。
ネイト・スプリングフィールド
演：デヴィッド・キース
エリーシャ、イライジャの父親。用務員として学校に潜入する。普段は気さくな父親だが、仕事面では妥協を許さず、規律やルールを第一に考えて行動する。タフな肉体の持ち主。弱い者いじめを正当化する体育教師に対して激しい憤りを感じている。
サラ・スプリングフィールド
演：メル・ハリス
エリーシャ、イライジャの母親。カウンセラーとして学校に潜入する。明るく面倒見がいい一方、鋭い観察力を持ち合わせている。

### その他の人物
ブレイク・ホーンズビー
演：エドウィン・ホッジ
学校で人気者の花形アメフト選手。転校してきたエリーシャに一目惚れをする。女子生徒からの評判も高いが、友人のレナードとともに弱い者イジメをしている。エリーシャと親密な関係になってからは、今まで自分がしてきた差別やいじめを悔い改め、事件の首謀者とされているイアンを止めようと尽力する。
イアン・スナイダー
演：ジェイク・リチャードソン
黒い衣装を纏い、陰気な雰囲気を醸し出す不気味な少年。浮いたような恰好をしている謎の集団のリーダー的存在で、エイベルを蘇らせた張本人とされている。自分たちを虐げるアメフト部員に呪いをかけるため、彼らのロッカーに吊るし首の絵を刻み、秘密の部屋で儀式を行っている。恋人のクリスタルをこの世で一番愛している。
クリスタル・スパークス
演：アンドレア・モーリス
イアンの恋人で、どぎついメイクが特徴の少女。その異様な容姿のために、同級生からソーダをかけられるなどのイジメを受けている。イアンの仲間であるにもかかわらず、エイベルの呪いにかけられ意識を失ってしまう。絵を描くのが得意。
ノーマン・ブルーム
演：ダニエル・ファーバー
理科系では常にトップの成績を誇る優等生。しかし見た目が冴えないため、クラスの生徒からは相手にされず、アメフト部員からはひどいいじめを受けている。唯一心を開くことのできる相手は生物室で飼育されている昆虫であり、誰もいない教室でヘビや蜘蛛に話しかけたりしている。
レオナルド・ベインズ
演：ボビー・ブレワー
大柄のアメフト部員で友人からはレナードと呼ばれている。いつもブレイクとつるみ、弱い者から金をむしり取っている。感情的になりやすく、ときにブレイクから注意をうけるときもある。エイベルの呪いによって第四の被害者となってしまい、意識不明の重体に陥る。
アルジャーノン博士
演：フランク・ペレッチ
スプリングフィールド一家が捜査の際に頼りにしている科学者。いつも穏やかな表情を絶やさず、ときに冗談を言うこともあるが、研究者としては優秀。アメフト部員のロッカーから押収されたサンプルの分析によって今回の事件の重要な証拠を発見する。趣味はギターを弾くことで、自称「科学が得意なミュージシャン」。